# Symfonie nr. 2 (Andriessen)
Hendrik Andriessen voltooide zijn Symfonie nr. 2 in C majeur in 1937, zeer waarschijnlijk in Soest. De symfonie is opgedragen en ook toegeschreven aan Eduard van Beinum die destijds tweede dirigent was van het Koninklijk Concertgebouworkest (toen nog niet koninklijk) in Amsterdam. Dat orkest speelde onder leiding van Van Beinum de eerste uitvoering op 13 januari 1938, tijdens het seizoen waarin het haar vijftigjarig bestaan vierde. In 1971 componeerde hij zijn Canzone per orchestra ook voor het Concertgebouworkest.
De muziek van het werk wijkt sterk af van de stijl, die hij hanteerde in zijn eerste symfonie en de Variaties en fuga op een thema van Johann Kuhnau. De componist probeerde in die dagen zijn componeerstijl te moderniseren, mede onder invloed van Willem Pijper. Achteraf gezien viel die modernisering wel mee, de muziek is nog steeds melodieus en toegankelijk. Het is nauwelijks te vergelijken met andere klassieke muziek van de 20e eeuw van rondom die tijd. Het tweede deel is een bewerking van een werk voor piano, dat Andriessen componeerde voor zijn dochter Gesina.

## Delen
Met deze symfonie liet Andriessen de klassieke vierdelige indeling van de symfonie achter zich; hij kwam tot drie delen:
1. Fantasie
2. Pavane
3. Rondo.

Aan de titels van de delen is te zien dat het qua moderniteit wel meeviel; het zijn alle drie standaardaanduidingen binnen het genre.

## Orkestratie
Ook de samenstelling van het orkest is klassiek:
- 2 dwarsfluiten,2 hobo’s, 2 klarineten, 2 fagotten
- 4 hoorns, 3 trompetten, 3 trombones, geen tuba
- pauken,
- violen, altviolen, cello's, contrabassen

## Discografie
- Uitgave Et'cetera: Het Radio Philharmonisch Orkest o.l.v. Willem van Otterloo in een opname van 23 januari 1969